# Kayathacultuur
De Kayathacultuur was tussen 2200 en 2000 v.Chr. een archeologische cultuur in het Malwa-gebied in de huidige Indiase deelstaat Madhya Pradesh. Het was een van de eerste culturen die in dit gebied aan landbouw en koperbewerking deden, zodat het mogelijk een groep is geweest die hier naartoe migreerde.
Sinds Vishnu Shridhar Wakankar in 1966 Kayatha ontdekte, zijn er meer dan 40 sites ontdekt met kenmerken van deze cultuur waarvan het aardewerk in drie soorten is onderverdeeld. De eerste is fijn bruin slibaardewerk met violet of dieprode schilderingen op het bovenste deel van de pot. De tweede is fijn vaalgeel aardewerk beschilderd in rood. De derde is rood kam-aardewerk versierd met golvende en zigzaglijnen, gemaakt met een kam-achtig voorwerp. Het aardewerk heeft overeenkomsten met dat van vroeg-Harappa, maar verbanden zijn moeilijk aan te tonen.
De lemen huizen zijn niet volledig opgegraven, zodat het beeld hiervan beperkt is. Er zijn gedomesticeerde dieren gevonden, maar geen graan. Er zijn veel stenen werktuigen gevonden, vooral microlieten, van het lokaal aanwezige chalcedoon. Ook koperen bijlen, een deel van een beitel en armbanden zijn teruggevonden. De bijlen hebben inkepingen die lijken op die van Ganeshwar. Er zijn ook halskettingen gevonden met steatiet kralen en die kralen vertonen ook overeenkomsten met die van Harappa. 
Rond 2000 v.Chr. lijkt de plaats abrupt te zijn verlaten om een eeuw later bewoond te worden door de Ahar-Banascultuur. De eerste datering door Madhukar Keshav Dhavalikar plaatste de cultuur aanvankelijk tussen 2000 en 1800 v.Chr., maar kwam tot 2400-2000 v.Chr. met een gekalibreerde datering, terwijl Gregory Possehl op 2200-2000 v.Chr. uitkwam.